# Alfred Hennequin
Alfred Hennequin (Liège, 1824. január 13. – Épinay-sur-Seine, 1887. augusztus 7.) belga színműíró.

## Életútja
Eleinte mérnökként dolgozott, de 1875-től teljesen az irodalomnak szentelte életét. A bohózathoz igen közel álló vígjátékot művelte. Számos darabot írt, több művét a magyar színházak is műsorra tűzték.

## Nevezetesebb művei
- Les trois chapeaux (1871, Lebrun Alfréd álnév alatt, magyarra Sz. K. fordította Három kalap címen)
- Aline (1873)
- Les dominos roses (1871)
- Bébé (1877)
- Nounon (1879, Najac-kal együtt)
- Niniche (1878)
- Le Phocque (Delacour-ral, 1878)
- Petite Correspondance (1879)
- La femme á papa (1885)

### Magyarul
- Három kalap. Vígjáték; ford. Szerdahelyi Kálmán; Pfeifer, Pest, 1871 (A Nemzeti Színház könyvtára)